# Idalus bicolor
Idalus bicolor är en fjärilsart som beskrevs av Rothschild 1909. Idalus bicolor ingår i släktet Idalus och familjen björnspinnare. Inga underarter finns listade i Catalogue of Life.